# جامعة تافريسكي الوطنية
جامعة تافريسكي الوطنية مؤسسة تعليم عالي أوكرانية، (بالأوكرانية: Таврійський національний університет імені В. І. Вернадського) هي جامعة تقع في كييف عاصمة أوكرانيا. أُسِّسَت هذه الجامعة في سنة 1918.

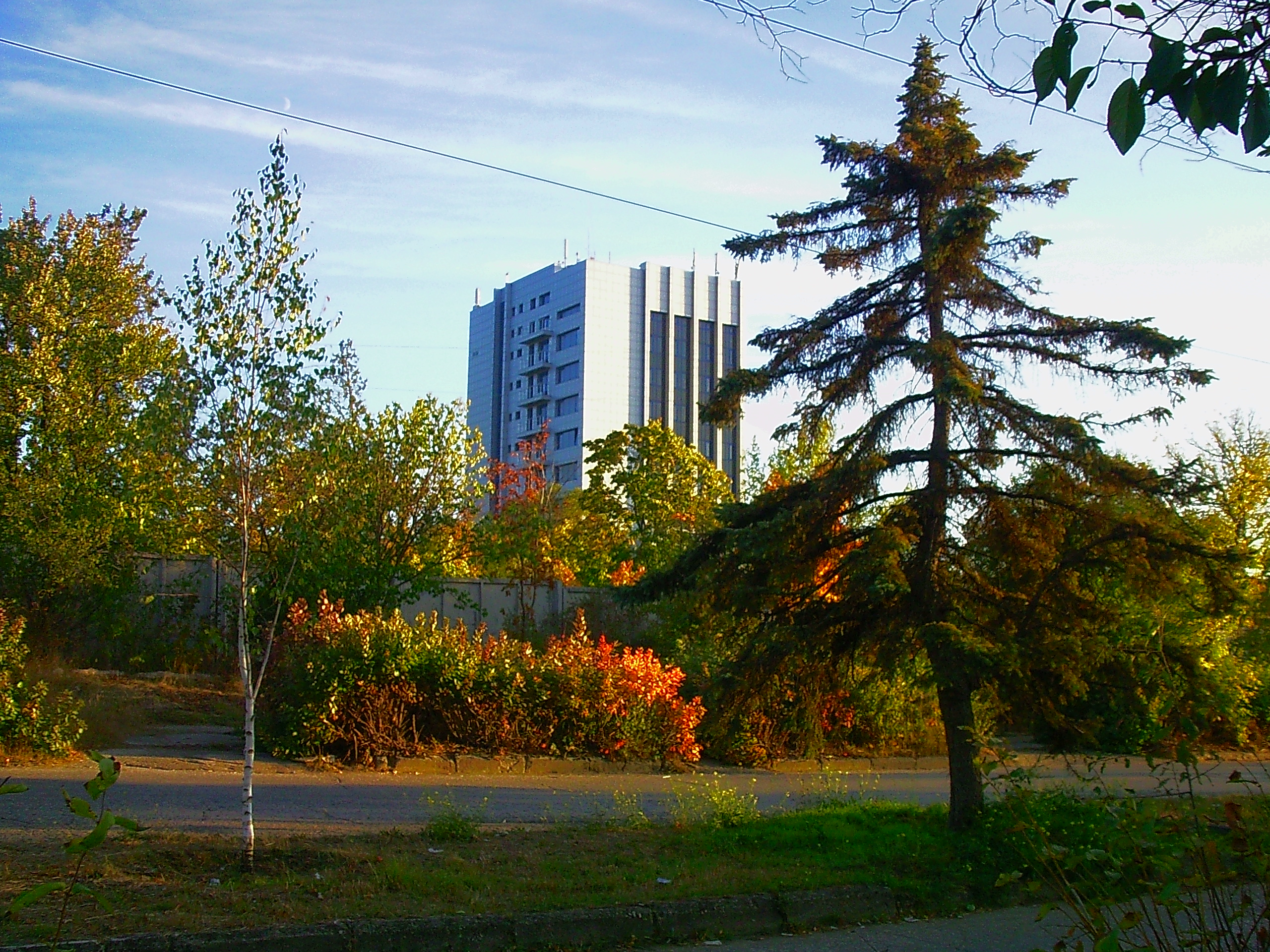
المبنى الرئيسي لجامعة تافريسكي الوطنية، سيمفيروبول (2011)